# Предраг Остоїч
Предраг Остоїч (серб. Предраг Остојић; нар. 22 лютого 1938, Кралево - 5 липня 1996, Майнц) – сербський шахіст, гросмейстер від 1975 року.

## Шахова кар'єра
1963 року в Будві представляв Югославію на командному чемпіонаті світу студентів, вигравши золоту (в особистому заліку на 6-й шахівниці) і срібну медаль (у командному заліку). Неодноразово брав участь у фіналі чемпіонату країни, двічі поділивши 1-ші місця: у 1968 році (в Чатешке Топліце) разом з Янежем Ступицею, а 1971 року (в Порторожі) – з Міланом Вукічем.
Досягнув низки успіхів на міжнародних турнірах, зокрема, в таких містах, як:
- Вршац (1965, Меморіал Борислава Костіча, посів 1-ше місце),
- Бевервейк (1966, турнір B, поділив 2-ге місце разом з Хейккі Вестеріненом і Гансом Реє, позаду Теодора Гіцеску і 1967, турнір B, поділив 2-ге місце разом з Ніколою Караклаїчем, позаду Тео ван Схелтінги),
- Вейк-ан-Зеє (1968, турнір B, поділив 1-місце разом зі Збігневом додою і Антоніо Медіною Гарсією),
- Імперія (1969, посів 1-ше місце),
- Біль (1970, посів 1-ше місце),
- Сан-Хуан (1971, посів 1-ше місце)
- Глогніц (1971, меморіал Карла Шлехтера, поділив 2-ге місце разом з Андреасом Дюкштейном, позаду Властіміла Горта),
- Стокгольм (1972/73, турнір Кубок Рілтона, поділив 1-місце разом з Яном Тімманом),
- Сан-Паулу (1973, посів 1-ше місце),
- Олот (1974, поділив 2-ге місце разом з Мігелем Кінтеросом, позаду Андраша Адор'яна),
- Касабланка (1974, поділив 1-ше місце),
- Врнячка-Баня (1975, поділив 1-ше місце),
- Клівленд (1975, посів 2-ге місце),
- Саннефіорд (1975, посів 1-ше місце),
- Валь Торанс (1977, посів 1-ше місце),
- Приштина (1977, поділив 2-ге місце),
- Баньем (1978, поділив 2-ге місце),
- Льєж (1981, поділив 1-ше місце).

Найвищий рейтинг Ело в кар'єрі мав станом на 1 січня 1976 року, досягнувши 2495 очок ділив тоді 85-91-те місце в світовому рейтинг-листі ФІДЕ, одночасно займаючи 11-те місце серед югославських шахістів..

## Смерть
5 липня 1996 року покінчив із собою.